# ویلا سانتینا
ویلا سانتینا (به ایتالیایی: Villa Santina) یک کومونه در ایتالیا است که در استان اودینه واقع شده‌است. ویلا سانتینا ۱۳٫۰ کیلومتر مربع مساحت و ۲٬۲۳۰ نفر جمعیت دارد و ۳۶۳ متر بالاتر از سطح دریا واقع شده‌است.